# Cutie de viteze manuală

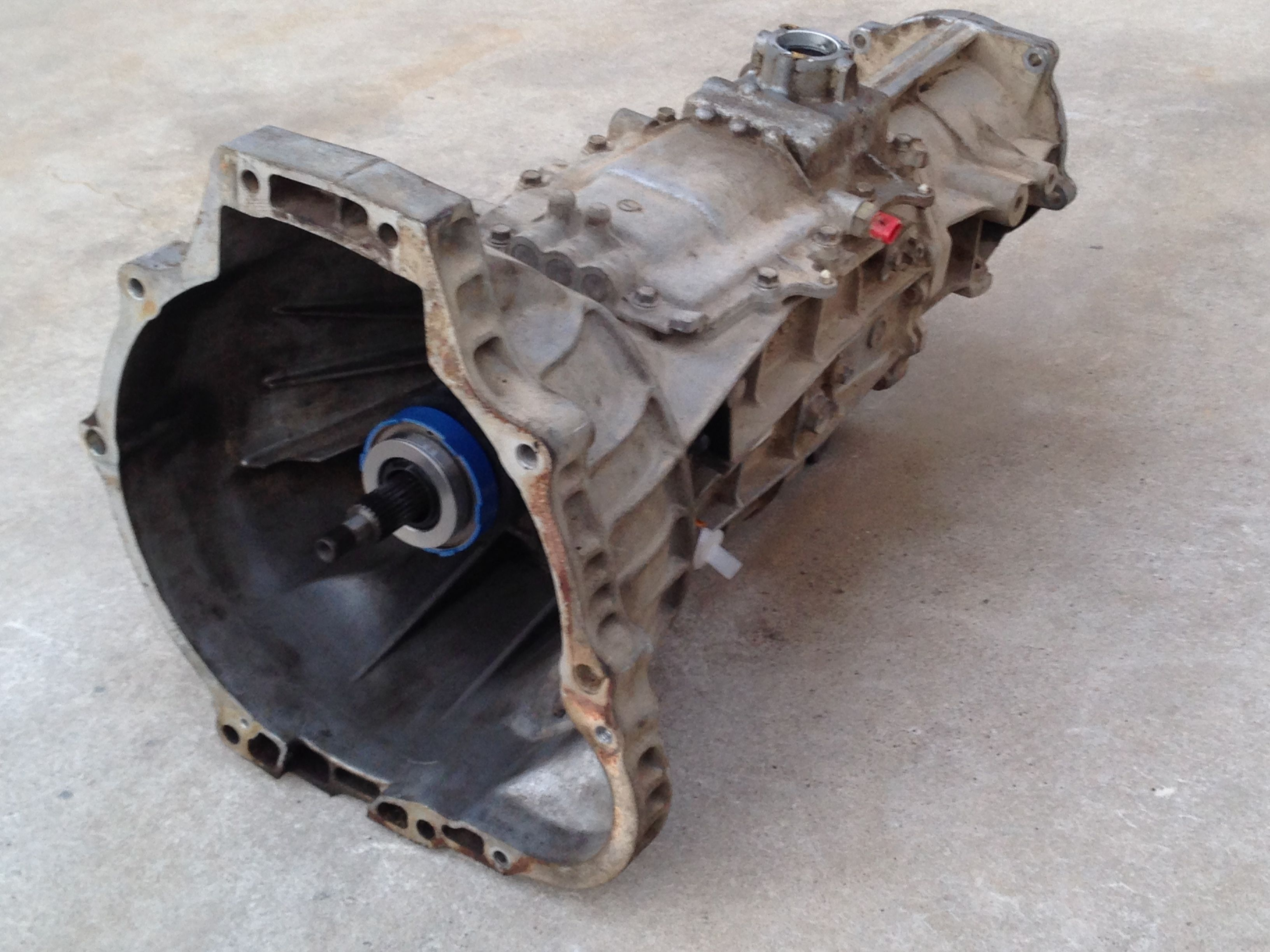
Cutia de viteze manuală a unui vehicul cu tracțiune integrală - văzută din partea motorului

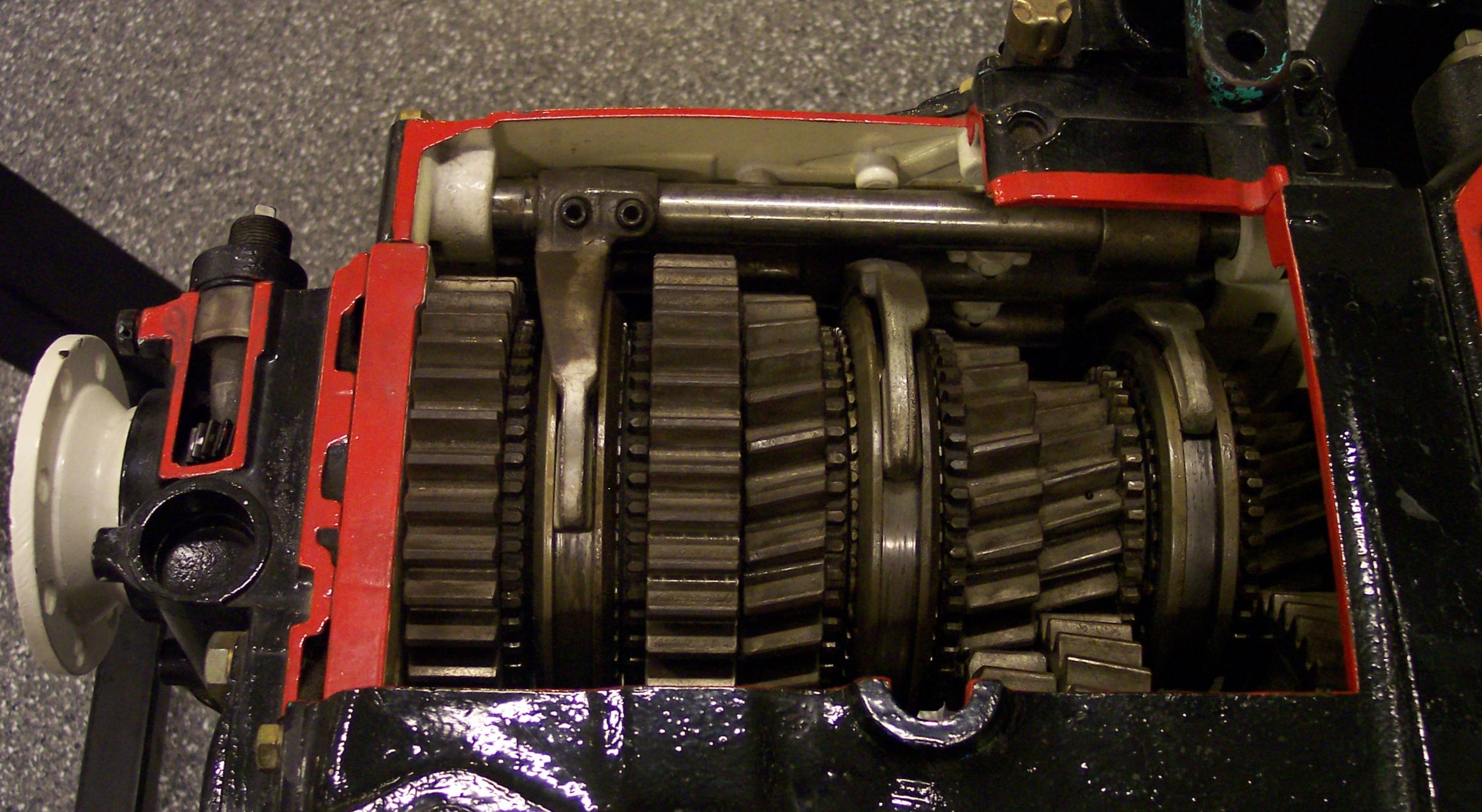
Cutie de viteze de camion

O cutie de viteze manuală, („transmisie standard” în Canada, Regatul Unit și Statele Unite ale Americii sau „schimbător de viteze” în SUA), este o cutie de viteze pentru autovehicule cu mai multe viteze, în care selectarea angrenajului corespunzător unei anumite trepte de viteză se face manual de către șofer prin acționarea manetei de schimbare a vitezelor la automobile, respectiv a unei pedale la motociclete (a „schimbătorului de viteze”). Cutia de viteze este destinată pentru transmiterea puterii de la motor la roțile propulsoare ale vehiculului, iar schimbarea treptelor de viteză permite adaptarea vitezei la necesitățile și condițiile de conducere. 
Schimbarea angrenajului se poate face doar după decuplarea cutiei de viteze de motor, acțiune care se face cu ajutorul ambreiajului (care de obicei este acționat cu o pedală de picior la automobile și de o pârghie de mână plasată pe ghidon la motociclete). După cuplarea treptei de viteză dorite, cutia de viteze este cuplată înapoi la motor, tot cu ajutorul ambreiajului.
Un autovehicul cu transmisie manuală este un autovehicul a cărui transmisie este echipată cu o cutie de viteze manuală.

## Tipuri de cutii de viteze la automobile
În construcția de automobile sunt cunoscute următoarele tipuri de cutii de viteze:
- cutii de viteze în trepte, care realizează un număr limitat de rapoarte de transmitere, în cadrul cărora intră cutiile de viteze cu pinioane baladoare și cutiile de viteze planetare;
- cutii de viteze continue, care permit varierea continuă a raportului de transmitere, în cadrul cărora intră convertizoarele hidrodinamice, în cutii automate de viteze.[1]